# Наварредонділья
Наварредонділья (ісп. Navarredondilla) — муніципалітет в Іспанії, у складі автономної спільноти Кастилія-і-Леон, у провінції Авіла. Населення — 253 особи (2010).
Муніципалітет розташований на відстані близько 95 км на захід від Мадрида, 24 км на південний захід від Авіли.

## Демографія
Динаміка населення (INE ):